# Nicolaus Fredricsson
Nicolaus Fredricsson, även kallad "Norske Niklas", född omkring 1727, död 3 november 1794 i Piteå landsförsamling, var skarprättare i Gävleborgs län mellan 1765 och 1769. Han avrättade vid Säbrå tingslags avrättningsplats den 30 juli 1766 båtsmannen Jonas Fjällman för begången tidelagsstyggelse och annan missgärning. Den 14 juli 1767 avrättade han torpardottern Karin Valentinsdotter för barnamord, vilket blev den sista avrättningen i Bergs socken, Jämtland.
Fredricsson var sannolikt från Norge. Han efterträdde Magnus Skarberg som skarprättare i Gävle och bosatte sig på Skarprättargården i staden.  Han hade tidigare varit verksam som skarprättare i Västerås. Han hade genom sitt yrke kontakt med resandefolket, och levde själv ett kringresande liv och tjänstgjorde även som hästbotare 1766. I oktober 1767 begärde han ut pass för avresa från Gävle till Hälsingland, med avsikten att mot glasvaror byta till sig jordbruksgrödan lin.
Han avskedades av landshövdingen som skarprättare då han vägrat begrava resterna av ett lik i april 1769. Han var gift med månglerskan Anna Christina Böö.
Han flyttade sedan till Umeå 1774 och Piteå där han antogs som skarprättare. Han kallas för "skarprättaren Nils Fredriksson" när han avlider av "okänd sjukdom" i Piteå 1794.